# HGÜ Cross-Skagerrak
Die HGÜ Cross-Skagerrak ist eine Hochspannungs-Gleichstrom-Übertragungsleitung (HGÜ) zwischen Dänemark und Norwegen. Sie ging 1977 in Betrieb und verläuft zwischen der Stromrichterstation in Tjele in Dänemark (56° 28′ 43″ N, 9° 33′ 59″ O) und der norwegischen Stromrichterstation in Kristiansand (58° 15′ 36″ N, 7° 53′ 55″ O). Cross-Skagerrak gehört den Übertragungsnetzbetreibern Energinet.dk (Dänemark) und Statnett (Norwegen).
Da diese Leitung über einen langen Seekabelabschnitt durch das Skagerrak verfügt, konnte wegen des hohen Blindleistungsbedarfes des Seekabels keine Übertragung von Dreiphasenwechselstrom realisiert werden. Außerdem werden die Stromnetze Kontinentaldänemarks (Teil der UCPTE) und Norwegens asynchron betrieben, so dass eine direkte Kopplung beider Systeme auch aus diesem Grund nicht möglich ist.
Die HGÜ Cross-Skagerrak ist eine der ersten HGÜ-Anlagen, die Thyristoren benutzt. In ihrer ursprünglichen Konfiguration war sie eine bipolare HGÜ-Leitung mit einer Betriebsspannung von ±250 kV und einer Übertragungskapazität von 1000 MW.
1993 wurde die Anlage um eine monopolare HGÜ-Anlage, die Cross-Skagerrak 3, erweitert. Diese hat eine Spannung von 350 kV gegen Erde und eine Übertragungskapazität von 500 MW. Im Zuge dieser Erweiterung wurden die beiden bestehenden Pole zu monopolaren HGÜ-Anlagen umgebaut, die parallelgeschaltet mit entgegengesetzter Polarität zur Cross-Skagerrak 3 betrieben werden.
Die Leitungslänge der HGÜ Cross-Skagerrak beträgt 250 Kilometer, wovon 100 Kilometer auf Freileitungsabschnitte in Dänemark und Norwegen und 130 Kilometer auf das Seekabel entfallen. Das Seekabel der Cross-Skagerrak, welches teilweise in Wassertiefen bis zu 500 Metern verläuft, war lange Zeit das längste zur Energieübertragung genutzte Seekabel der Welt.
Auch die Freileitung der HGÜ Cross-Skagerrak weist einige Besonderheiten auf: Sie hat seit der Erweiterung 1993 wie eine Drehstromleitung drei Leiterseile und ist in Dänemark auf Masten, die für die Aufnahme von vier Leiterseilen in zwei Ebenen konzipiert sind, verlegt.
Für 2014 wurde die Fertigstellung der 4. Leitung (SK4) mit 700 MW projektiert mit einer Verbesserung der 3. Anlage auf 440 MW, die Gesamtleistung stieg damit auf 1700 MW, im März 2015 wurde SK4 eingeweiht.